# Ирбен Грандије
Ирбен Грандије (фр. Urbain Grandier; Буер, Краљевина Француска, 1590 – Лудун, 18. август 1634) био је француски католички свештеник који је осуђен за вештичарење и склапање пакта са Ђаволом и који је спаљен на ломачи.
Грандијеови тужиоци су били Јованка Анжејска, часна сестра у реду Урсулина, свештеник Мињон и кардинал Ришеље. Модерни историчари приписују Грандијеову оптужбу масовној хистерији и делањем Ришељеја који је имао намеру да га уклони јер му је био политички противник. Грандијеово суђење и смрт су касније прозвани „Афера Лудунских демона” (фран. Affaire des démons de Loudun) од стране историчара. Случај је остао прикривен од стране Римокатоличке цркве док нису били објављени мемоари оца Јозефа, који је сведочио о откривању „јереси” која је „утицала на небројено много сведока и предводника савести.”
Критичка мисао која окружује живот и смрт Ирбена Грандијеа је подељена. Док многи историчари сматрају да је његова жртва била бесмислена и да је био мученик који се борио против догме Римокатоличке цркве, други историчари као што је Жан Мишеје сматрају да је био „будала, кицош и слободњак који је заслужио, не да гори на ломачи, већ да проведе цео свој живот у затвору.” Живот и смрт Ирбена Грандијеа, инспирисали су неколико писаца (Александар Дима Отац, Олдус Хаксли, Ејвинд Јонсон), режисера (Кен Расел) и историчара.

## Живот

### Младост и долазак у Лудун
Ирбен Грандије рођен је у Буеру у Краљевини Француској 1590. године као најстарији од четворо деце. Његов отац је био краљевски нотар и успешни провинцијални адвокат. Његова баба је потекла из племићке породице, а његов ујак је био свештеник у Бордоу. Његов брат Рене је пратио очеве стопе и постао је адвокат. Грандије је похађао Језуитски факултет у Бордоу, по налогу свог ујака. Са двадесет и пет година је постао језуитски свештеник, неколико месеци пре смрти свог оца. Када се место парохијског свештеника ослободило у цркви Светог Петра у Лудуну, Грандије је номинован и одабран да попуни ту улогу. У књизи „Историја лудунских ђавола” (фр. Histoire des diables de Loudun), Грандије је описан:
„Био је висок и леп. Подједнако чврст и суптилан у духу, увек чист и лепо одевен, никуд није ходао без дугог капута; ову спољашњу финоћу је пратила финоћа ума.”
Након доласка у Лудун 1617. године, Грандије је постао штићеник Гошера ди Санта-Марте, песника, чији су се статус и мишљење поштовали у граду. Након Гошерове смрти, Грандије му је држао опело на сахрани. Гошер је посредовао пријатељство Грандијеа и Луиса Тринканта, који је био државни тужилац Краљевине Француске.  

### Сукоб са породицом Тринкант
Око 1629. године, Луисова петнаестогодишња кћерка, Филипа је затруднела, што је довело до ширења трачева о могућем оцу. Међу споменутим именима се налазио и Ирбен Грандије који је девојчици предавао латински језик. Ови трачеви о Грандијеовим неверствима је отуђило Луиса који му је убрзо постао непријатељ. Поред ове оптужбе, историчари верују да је Грандије имао и неколико афера са удатим женама.

Неколико месеци након настанка трачева о могућем очинству, Жак де Тибо, сродник Филипе, сукобио се са Грандијеом испред цркве у Лудуну. Де Тибо је, раније, говорио Грандијеовим пријатељима о његовим неверствима и тиме кварио његов углед. Када је, при повратку из цркве, Грандије угледао де Тибоа, захтевао је објашњење за његово понашање, на шта га је де Тибо претукао штапом за ходање. Грандије је након тог напада отишао у Париз и тужио де Тибоа пред краљевим судом. Тужба против де Тибоа трајала је до 1633. године, и окончала се Пировом победом за Грандијеа: Тибо је осуђен на минорну новчану казну. Пред краљевим судом, де Тибо је оптужио Грандијеа за неверство и кршење целибата, што је посматрано као грех у очима Католичке цркве и било је кажњиво смрћу. Један од сведока био је викар Рене Берније који је у писаној форми сведочио да је: 
„[...] пронашао Грандијеа како спава наг са удатим и неудатим женама у цркви Светог Петра са закључаним вратима; да је у току дана и ноћи виђао удате и неудате жене које су тражиле Грандијеа и пронашле га у његовој соби и да су неке жене остајале тамо од тринаест часова до два - три ујутру и да су им вечеру у собу доносиле слуге које су одмах потом одлазиле; и да је виђао Грандијеа у цркви са отвореним вратима, које је потом затварао, када би жене кроз њих прошле.”
Берније је касније у писаном признању написао: „Никада нисам видео жене или девојке како улазе у Грандијеову собу дању или ноћу.” Грандијеова судбина је препуштена црквеном суду у Поатјеу. Тамо је Тринкант сазнао да је Грандије већ био под сумњом других свештеника и да су се они спремали да започну истрагу о њему. Када је сазнао да је налог за његово хапшење издат од стране црквеног суда, Грандије је дојахао до Поатјеа, где је де Тибо известио суд да је Грандије у граду и да се крије од хапшења да би сачувао свој образ. Грандије је ухапшен, упркос његовом изјашњавању да је у сваком случају пошао пред суд. У архивама црквеног суда писало је да је Грандије ухапшен 15. новембра 1629. године и да је у тренутку хапшења: „пронађен у Поатјеу, у хостелу који је држала удовица Лито у својој кући”. Чињеница да је Грандије „пронађен” у хостелу удовице није помогло његовом случају тужбе за акт кршења целибата. Период од хапшења у новембру 1629. године до пресуде коју је донео црквени суд у јануару 1630. године, Грандије је провео у црквеном затвору у Поатјеу. У затвору је тврдио своју невиност у писмима које је написао епископу који је био задужен за истраживање и регулисање његовог случаја:
„Иако сам невин за оно за шта ме оптужују ја сам свакако крив пред Богом [за многе друге грехе]. Он жели, за моје добро, да искористи ову лажну оптужбу да казни моје праве жудње. Али истина је да Бог, и Ви по његовом примеру, посматрате ову казну грешника као начин да се његов живот промени на боље, ја Вас молим да схватите да сам напредовао у свом бољитку и молим Вас да зауставите ово кажњавање.”
Грандијеова пресуда је изречена 3. јануара 1630. године. Црквени суд изрекао му је казну да пости на хлебу и води сваки петак, забрану вршења икаквих свештеничких функција у надбискупији Поатјеа у периоду од пет година, и вечну забрану вршења икаквих свештеничких функција у Лудуну.
Грандије је поднео жалбу надбискупу Бордоа, који је био надређени црквеном суду у Поатјеу, у нади да ће случај бити поново испитан и да ће његова казна бити поништена. Упркос надбискуповом ентузијазму, случај је био занемарен до марта 1631. године када је започета истрага. Истрага је трајала до новембра 1631. године, након чега је Грандијеова казна поништена и он је поново могао да се врати свештеничком животу. Као предуслов за поништење казне, надбискуп је захтевао да му Грандије призна своје грехе, што је овај и учинио, исказавши искрено покајање за блудни живот који је живео.
Ослобођен свих тужби, Грандије се вратио у Лудун у новембру 1631. године, носећи у својим рукама ловоров венац, староримски знак победе над непријатељима. Ставови према Грандијеу су били подељени али је упркос свему Грандије и даље уживао одређени статус у граду. Годину дана касније, у покушају да се помири са породицом Луиса Тринканта, Грандије је крстио Филипино друго дете. Упркос свим трачевима и проблемима, Грандије је остао релативно популаран, поготово међу Хугенотима који су живели међу зидинама Лудуна. У Лудуну је преживео епидемију куге која је за собом однела 3,700 живота.

### Сукоб са кардиналом Ришељеом
Памфлет у облику писма, написан око 1627. године и намењен човеку под именом Франсоа де Барадат, објављен је у Паризу. Де Барадат је био непријатељ кардинала Ришељеа који је у то време био поверилац краљице Марије Медичи. Памфлет је био назван „Писмо намењено господину де Барадату од обућара Краљице Мајке” и критиковао је Ришељеа, министре Француске и краља који је у памфлету описан као „поводљив, лакомислен, несталан и крив за огавне нечистоте.” Пар недеља касније, други памфлет је објављен који је у себи садржао ствари које би само могао да зна неко ко је из Лудуна или има са њим неке везе. Грандијеови непријатељи, предвођени Луисом Тринкантом су краљевом канцелару,  Жану Мартину, барону од Лобердемонта, дали до знања да је Грандије био аутор писама што га је довело директно у сукоб са кардиналом Ришељеом, и касније довело до његове смрти. Историјски докази не постоје да је Грандије заправо био аутор писама против краља. Писма су при претрази његове куће пронађена међу његовим писмима, али се веродостојност оних који су та писма пронашли доводи у питање.
Грандије се поново суочио са кардиналом када је Ришеље покушао да изда наредбу да се сруше зидине града Лудуна. Лудун је био град који је историјски био уточиште за Хугеноте и Ришеље је сматрао да би зидине града омогућило побуњеничким Хугенотима да креирају микронацију унутар Француске и да постану самоодржива заједница. Краљ Луј XIII одбио је да изда наређење да се зидине сруше због обећања које је дао Гошеру ди Санта-Марти да ће зидине остати читаве током његове владавине. Грандије је стајао на страни Хугенота и обратио се краљу када је Ришеље покушао да обори зидине противно његовој одлуци. Када је Грандије оптужен за вештичарење, Ришеље је послао Жана Мартина да предводи случај и осуди Грандијеа на смрт. Док је Грандије био у затвору у Анжеу, зидине су комплетно срушене.

### „Расправа о целибату свештеника” и брак
Ирбен је по повратку у Лудун, у периоду између 1631. и његове смрти 1634. написао књигу „Расправа о целибату свештеника” (фран. Traité du célibat des prêtres) у којој је покушао да оспори идеју целибата међу римокатоличким свештеницима. Ова књига је пронађена међу његовим писмима када је коначно ухапшен 1634. године. У књизи, Грандије је написао да: „Свештеник не прихвата целибат због љубави према целибату већ само да би био прихваћен у свете редове [...]” и окончао је писање цитатом Светог апостола Павла: „боље се оженити него горети.”
Историчар Габријел Леге, сматрао је да је Грандије написао ову расправу да би завео Медлин де Бру, неудату жену која је живела у Лудуну. По Легеу, Ирбен Грандије и Медлин де Бру су се венчали у цркви Светог Петра у тајности пре његовог суђења у Паризу. Историјска тачност ове тврдње, као и идеје да су Грандије и де Бру икад имали романтичну везу је оспоравана. Трачеве да су де Бру и Грандије имали сексуалну везу започео је апотекар Пјер Адам, нећак Луиса Тринканта. Де Бру је касније тужила Адама због ширења лажи о њеном неморалном понашању и суд је пресудио у њену корист, што даље потврђује чињеницу да Грандије и она нису имали никакву везу.

## Улога у Афери лудунских демона, суђење и смрт

### Оптужба за вештичарење
Петнаест година након доласка у Лудун и две године након одузимања права на вршење свештеничких дужности, 1632. године, Грандије је оптужен за вештичарење, склапање пакта са Ђаволом и другим демонима и запоседањем неколико часних сестара. Тужбу је предводила Јована Анжејска, часна сестра из реда Урсулина, које су у град дошле неколико година након Грандијеа. Јована је била опчињена Грандијеом и у њеној аутобиографији је о њему написала: 
„Када га не бих видела, горела бих од љубави за њим и када ми се представио [...] фалила ми је вера да се борим са нечистим мислима и осећањима које сам осећала [...] никад раније демони нису стварали такав хаос у мени.”
У септембру 1632. године, часне сестре су у току ноћи виделе духове недавно преминулог оца Мусоа, који је водио ред Урсулина и дух Ирбена Грандијeа. Након тога, неколико демона је запосело седамнаест часних сестара. Од свих часних сестара, највише демона је запосело Јованку Анжејску која је тврдила да су је обузела седморица демона, међу њима Асмодеј и Белзебуб. По сведочењу запоседнутих часних сестара, дух се појављивао у току ноћи и кушао часне сестре на неморалне акте „речју и делом”. Поред тога, оне су сведочиле да су их нападале невидљиве особе и остављале маснице по њиховим телима. Доктори и хирурзи су потврдили постојање ових масница.
Неколико свештеника доведено је да изврши истеривање демона из часних сестара и они су касније сведочили да су се демони изјаснили као „непријатељи Бога” и да су хорски говорили реч „свештеник”. Када су демони даље испитани током истеривања, признали су да их је призвао свештеник из цркве Светог Петра.

При првом сведочењу часних сестара, дух се прво приказао сестри Марти у облику оца Мињона. Када су свештеници доведени да истраже случај, часне сестре су сведочиле да су се духови прво приказали највише рангираним сестрама, затим онима које су рангиране испод њих, затим онима испод њих и тако даље. О појављивању духа Ирбена Грандија је тек нешто касније сведочила Јована Анжејска:
„У току ноћи [...] видела је духа, окруженог црвенкастом светлости, довљоно да разазна шта је видела али на неки страшан начин. [...] Следећег дана се фантом поново појавио. [...] Она је одједном видела наглу промену у особи која јој се обраћала. То више није било лице њеног преминулог свештеника, већ лице и наличје Ирбена Грандијеа. [...] Она се борила, нико јој није помогао; мучена је, није имала ништа да је теши; викала је упомоћ, нико није пришао; знојила се, призивала је свето име Исуса Христа.”
Грандијеово име је, по сведочењима свештеника и двојице сведока, демон први пут споменуо у току истеривања у октобру 1632. године, месец дана од почетка запоседања. У коначном, усаглашеном сведочењу седамнаест часних сестара и Јованке Анжејске, Грандије се појављивао у току дана и у току ноћи, кушао их на грех и ударао их.  Грандијеова првобитна реакција на оптужбе је била блага. У писму упућеном краљевом представнику, Грандије је захтевао да, заједно са другим представницима Круне, појединачно испита часне сестре и утврди сам постојање демона. Његов захтев је одбијен. Грандије је покушао да ступи у контакт са надбискупом да би му објаснио да, како је касније написао у писму краљевском представнику: „никад није видео нити имао комуникације са [часним сестрама].” Грандијеови покушаји да се обрати својим надређенима, као и краљевим представницима били су неуспешни због интервенције његових непријатеља, оца Мињона, Пјера Адама и Луиса Мусоа, мужа Филипе Тринкант.

Неколико месеци раније, Грандије је добио понуду да буде свештеник задужен за чување реда Урсулина. У својој књизи „Демони Лудуна”, Олдус Хаксли представља теорију да је Јованка Анжејска оптужила Грандијеа за вештичарење након што је он одбио ову понуду. По налогу Едмунда Голдсмида из његове књиге „Историја ђавола из Лудуна”, Грандијеово одбијање ове понуде није било добровољно. Он се кандидовао за ступање у ту улогу, али је његова кандидатура одбијена и за чувара реда је постављен свештеник Жон Мињон, нећак Луиса Тринканта. У својој књизи „Ирбен Грандије — 1634”, Александар Дима Отац навео је Ирбенов писмени одговор упућен Јованки Анжејског:
„Када му је понуђена дужност, [Грандије] је одговорио да је већ био задужен за две веома важне дужности [...] и препоручио је надлежној мајци да пронађе неког вреднијег и мање заузетог од њега.”
Након завршетка истеривања у децембру 1633. године, Грандије је ухапшен и смештен у затвор у Анжеу. Грандије је у затвору провео четири месеца док је барон од Лабордемонта, спроводио своју истрагу. Његова писма, молитве и књиге из затвора су касније изнесени као докази против њега на суђењу. Када је истрага завршена четвртог априла 1633. године, Грандије је пребачен из Анжеа назад у Лудун где је смештен у кућни притвор. Тамо, је написао писмо својој мајци и почео је да саставља своју одбрану. Грандије је, присећајући се ранијег случаја био самоуверен да га часне сестре не би могле препознати ако био стављен у ред са још двојицом мушкараца сличне грађе као он. Грандије је покушао да подигне жалбу на своје заточеништво, али је његов захтев одбијен. Он је по завршетку другог круга испитивања које је спровео Лабордемонт, одведен пред суд за вештичарење.

### Суђење
Грандијеу је судила комисија коју је саставио Жан Мартин, барон од Лабордемонта и која је била сачињена од виђенијих магистрата. Судило му се за неморално понашање и вештичарење. Седамдесет и два сведока су сведочила против Грандијеа. Поред сведока, Лабордемонт је представио Грандијеова писма, Расправу о целибату свештеника и уговор који је Грандије наводно склопио са демонима који су запоседали часне сестре. Овај документ био је исписан на латинском, читан здесна налево и потписан од стране Грандијеа. Уговор су „потписали” између осталог, Луцифер, Сатана, Белзебуб и Астарот. Текст уговора је делом гласио:
„Ми, утицајни Луцифер, млади Сатана, Белзебуб, Левијатан, Елими и Астарот, заједно са другима, смо данас прихватили пакт Ирбана Грандијеа, који је наш.”
Против Грандијеа су такође сведочили и истеривачи ђавола и лекари, који су били пријатељи породице Тринкант или су на неки начин били у сукобу са Грандијеом.